# Johann Peter Baur
Johann Peter Baur, znany jako Hans Baur (ur. 19 czerwca 1897 w Ampfing, zm. 17 lutego 1993 w Herrsching am Ammersee) – niemiecki lotnik, as lotnictwa Luftstreitkräfte z 6 potwierdzonymi zwycięstwami w I wojnie światowej, oficer Luftwaffe oraz generał SS w czasie II wojny światowej, a także osobisty pilot Adolfa Hitlera.

## I wojna światowa
Johann Peter Baur ukończył gimnazjum w Monachium. Do wojska zgłosił się na ochotnika zaraz po wybuchu I wojny światowej. Jednak ze względu na wątłość fizyczną nie został przyjęty. Ponownie zgłosił się na ochotnika we wrześniu 1915 roku i został skierowany do Flieger-Ersatz-Abteilung Schleißheim. Do początku 1916 roku służył w jednostkach naziemnych, a po przejściu w 1916 roku szkolenia został przydzielony do bawarskiej jednostki Fliegerabteilung 295.
Pierwsze zwycięstwo powietrzne odniósł 17 lipca 1918 roku na samolocie dwumiejscowym Hannover CL.III. Wszystkie 6 zwycięstw odniósł na tym typie samolotu z jednym obserwatorem, Georgiem Henglem. Do końca wojny odnieśli razem 6 potwierdzonych oraz 3 niepotwierdzone zwycięstwa powietrzne.
Pierwsze zwycięstwo było spektakularne. 17 lipca Baur i Hengle zostali zaatakowani przez siedem samolotów francuskich SPAD. Po kilku minutach walki zestrzelili dwa z nich i udało im się bez obrażeń powrócić do bazy. Za ten czyn zostali odznaczeni Bawarskim Srebrnym Medalem za Męstwo.

## Okres międzywojenny
Po zakończeniu wojny Baur służył w wojsku do 15 kwietnia 1922 roku. Brał między innymi udział w walkach z bolszewikami w 1919 roku w bawarskim Freikorpsie Eppa, jednym z Freikorpsów, utworzonym przez Franza von Eppa. Następnie służył jako pilot cywilny w kilku liniach lotniczych, między innymi w Bayerischer Luftlloyd. 9 września 1934 roku został osobistym pilotem Adolfa Hitlera.

## II wojna światowa
Johann Peter Baur przez cały okres II wojny światowej pełnił funkcję osobistego pilota Hitlera i dowódcy dywizjonu rządowego III Rzeszy (der Flugstaffel „Reichsregierung”). 31 stycznia 1944 roku został mianowany generałem (Gruppenführer) SS.

## Po II wojnie światowej
W maju 1945 roku Johann Baur, postrzelony w nogę, został ujęty przez wojska radzieckie i wielokrotnie przesłuchiwany. Był pozbawiony odpowiedniej opieki lekarskiej, a gdy po kilku tygodniach pobytu w sowieckiej niewoli, w ranną prawą nogę wdało się zakażenie – gangrena, amputowano mu nogę przed kolanem za pomocą scyzoryka w rosyjskim szpitalu pomocniczym na przedmieściach Poznania. Potem NKWD przesłuchiwała go w Moskwie na Łubiance, następnie trafił na Syberię. Przeżył pobyt tam i w 1955 roku powrócił do Niemiec. Napisał wspomnienia i autobiografię.
Zmarł 17 lutego 1993 roku w Widdersberg, dzielnicy Herrsching am Ammersee nad jeziorem Ammersee. Został pochowany na Cmentarzu Zachodnim w Monachium.

## Odznaczenia (lista niepełna)
- Krzyż Żelazny I Klasy (1914)
- Krzyż Żelazny II Klasy (1914)
- Medal Pamiątkowy 13 marca 1938 – 1938
- Medal Pamiątkowy 1 października 1938 – 1938
- Krzyż Gdański II Klasy – 1939
- Order Korony Włoch V Klasy
- Order Białej Róży – Finlandia
- Order Krzyża Wolności II Klasy z Mieczami – Finlandia, 1942
- Order Korony Rumunii – 1942
- Order Korony Króla Zwonimira I Klasy – Chorwacja, 1943